# Misión La Purísima Concepción de Cadegomó
La misión de Nuestra Señora de la Purísima Concepción de Cadegomó fue un establecimiento religioso fundado por vez primera en 1712 por el misionero el jesuita Francisco María Píccolo en la península de California en el siglo XVIII. Se estableció en un lugar que los indígenas cochimíes llamaban Cadigomo (del idioma cochimí laymón: Cadigomo ‘Arroyo de carrizales’).
Píccolo viajó desde la Misión de Santa Rosalía de Mulegé por la insistente invitación que le hacían los aborígenes del lugar. El padre Píccolo continuó visitando el lugar para hacer labor misionera entre los nativos pero fue hasta el año 1717 en que se pudo enviar un padre misionero al lugar con el fin de, con la financiación del marqués de Villapuente de la Peña, construir una misión que diera servicio espiritual y civilizador a la región. 
Recayó en el padre Javier Nicolás Tamaral de origen sevillano la labor de edificar la nueva misión, él arribó a La Purísima en 1717 e inició la construcción de caminos que unieran a la naciente misión con las misiones de Santa Rosalía de Mulegé y San José de Comondú. La misión de La Purísima fue terminada en 1720 y fue dedicada a la advocación religiosa de Nuestra Señora de la Purísima Concepción.
El padre Tamaral al igual que otros padres misioneros creó huertos y sembró granos para alimentar a los nativos y personal que atendía la misión. El paso del tiempo y la despoblación de la región motivaron el abandono de la misión, hoy no queda nada en pie.